# 囊胚
囊胚（blastula）是动物（尤特指非哺乳类动物）受精卵卵裂的过程中所形成的球形囊泡状幼胚；囊胚由桑葚胚中央出腔形成。非哺乳类动物的囊胚结构是细胞单层排列在表面，而中央充满液体的腔称为囊胚腔。哺乳类动物同阶段的对等构造，改称胚泡或胚胞，其由滋养层、内细胞团和胚泡腔构成，英语则改用 blastocyst。
由于早期卵裂并不伴随细胞生长，虽然囊胚的大小和受精卵相似，但其细胞数目已达到上千个。
英语 blastula 源于古希腊语  βλαστάνω（blastánō），义为“萌芽、长出、成长”（to bud, sprout, grow）。

## 脚注
1. ↑  .   [2024-02-22]. （原始内容存档于2024-02-22）.
2. ↑  .   [2024-02-22]. （原始内容存档于2024-02-22）.
3. ↑  .   [2024-02-22]. （原始内容存档于2024-02-22）.
4. ↑  .   [2024-02-22]. （原始内容存档于2024-02-22）.
5. ↑  《陈阅增普通生物学》，ISBN 978-7-04-014584-7,高等教育出版社，191页
6. ↑  .   [2024-02-22]. （原始内容存档于2024-02-22）.